# Zieleń brylantowa
Zieleń brylantowa – organiczny związek chemiczny z grupy barwników trifenylometanowych (anilinowych), podobny do zieleni malachitowej, od której różni się obecnością grup etylowych zamiast metylowych przy atomach azotu oraz anionem wodorosiarczanowym, HSO−
4 (zieleń malachitowa zawiera anion chlorkowy, Cl−
).

## Zastosowanie
W medycynie zieleń brylantowa, podobnie jak fiolet gencjanowy, jest stosowana w lecznictwie (w Polsce obecnie bardzo rzadko, ze względu na trudną dostępność) jako środek antyseptyczny do dezynfekcji skóry i ran, w roztworach wodnych i spirytusowych o stężeniu 1–2%, rzadziej jako maść i w innych postaciach leku recepturowego. Znana pod nazwą farmaceutyczną viride nitens. W krajach byłego ZSRR powszechnie używana jako środek odkażający potocznie nazywany „zielonką” (ros. зелёнка). Jest składową środka opatrunkowego – lakieru Nowikowa.
Ponadto może być używana do barwienia wełny i jedwabiu.

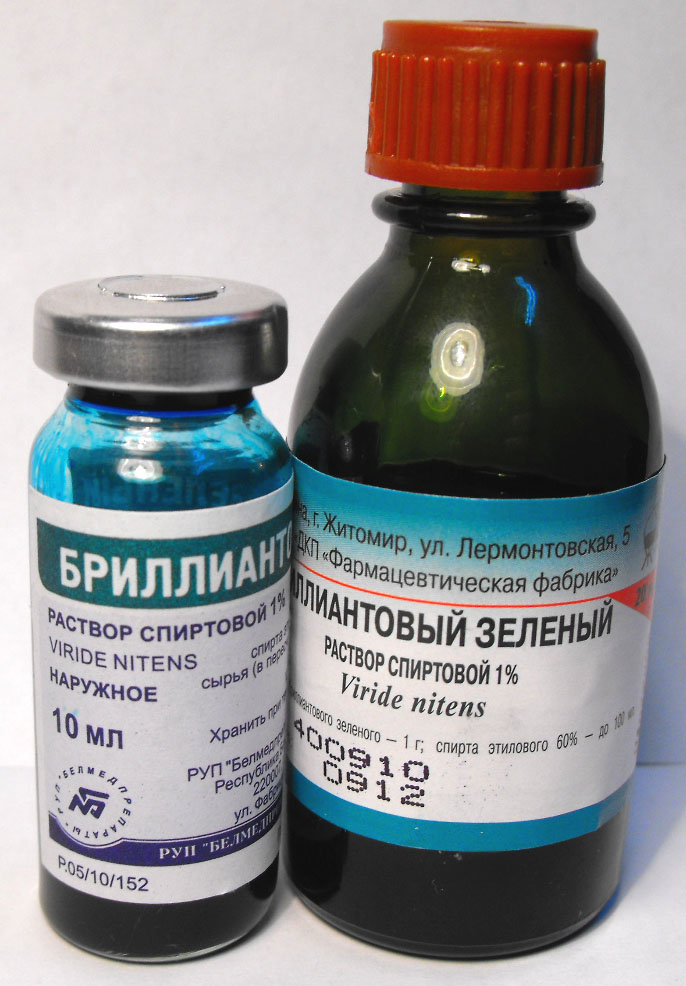
Rosyjska зелёнка.
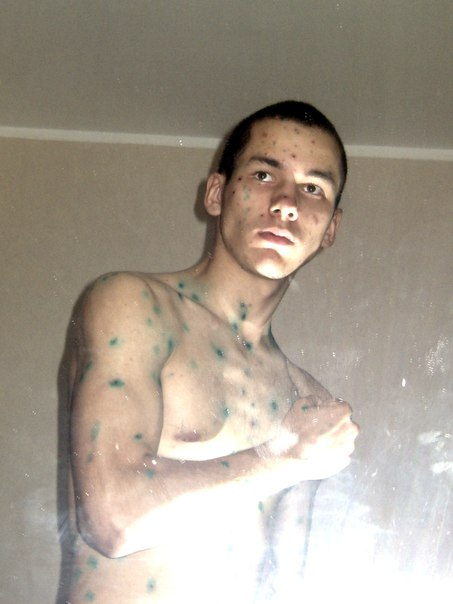
Zastosowanie „zielonki” w leczeniu ospy w Rosji.